# B1A4
Cette page contient des caractères spéciaux ou non latins. S’ils s’affichent mal (▯, ?, etc.), consultez la page d’aide Unicode.
B1A4 (hangeul : 비원에이포) est un boys band sud-coréen de K-pop, originaire de Séoul. Formé en 2011 par le label WM Entertainment, le groupe se compose de cinq membres : Jinyoung, Baro, Sandeul, Gongchan et CNU. Le groupe débute le 23 avril 2011 avec le single O.K après avoir été filmé dans une série comique sur internet (ou webtoon) où ils ont été présentés pour la première fois au public. Les fans des B1A4 se nomment les BANA.

## Nom
Leur nom de groupe, B1A4, vient du fait qu'un seul membre du groupe, Baro, est du groupe sanguin B, alors que les quatre autres (Jinyoung, Sandeul, Gongchan et CNU) sont du groupe sanguin A. Il est également synonyme de Be the one, All for one,. Les B1A4 sont surnommés « les campagnards » (en anglais, Countryside Dolls) par les médias sud-coréens, car tous les membres sont originaires de province : Jinyoung vient de Chungju (Chungcheong du Nord), CNU vient de Cheongju (Chungcheong du Nord), Sandeul vient de Busan, Baro vient de Gwangju (Jeolla du Sud), et Gongchan de Suncheon (Jeolla du Sud).

## Histoire

### Débuts (2011–2012)

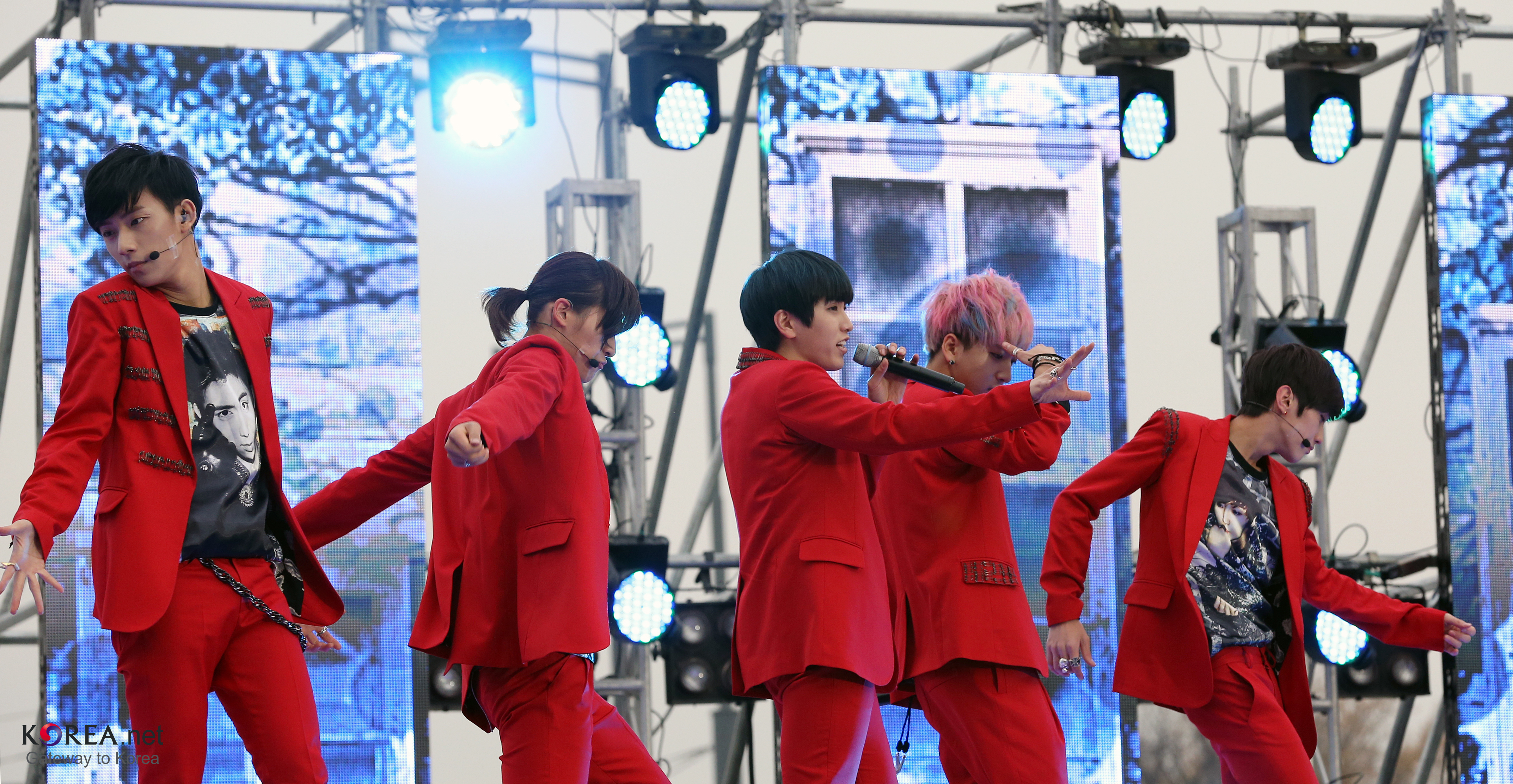
B1A4 sur scène en 2012.

Les membres de B1A4 sont d'abord présentés via des Webtoon (séries comiques diffusées sur internet) avant que leurs vraies photos soient diffusées. Leur premier mini-album, Let's Fly, sort le 6 avril 2011, il inclut une chanson écrite et composée par Jinyoung : Bling Girl. Le même jour, le clip pour leur premier single OK est diffusé sur YouTube. Deux jours plus tard, ils font leur premier live au Show! Music Core sur la chaîne MBC. Au cours de la semaine du 1er mai 2011, ils étaient invités à la radio Starry Night.
Le 22 juin 2011, le premier épisode de Match Up! sur SBS MTV est diffusé, mettant en scène le boys band Block B et également B1A4. Le premier épisode révèle le clip des B1A4 Only Learned Bad Things. Le programme permet aux deux groupes de montrer leurs talents musicaux, à travers des missions hebdomadaires et les coulisses de leur vie quotidienne en tant que débutants sur la scène de la K-pop. Ce programme compte au total huit épisodes. Le 16 septembre 2011, le boys band revient avec son second mini-album, It B1A4, et commence à promouvoir le single Beautiful Target. Le teaser de leur clip de Beautiful Target est diffusé sur leur chaîne officielle YouTube le 8 septembre 2011, et le clip complet est diffusé le 15 septembre 2011. Une autre version du clip Beautiful Target, intitulé Beautiful target (ZOOM ZOOM ver.) fut diffusée le 6 octobre 2011.
Le 25 janvier 2012, leur album Let's Fly/It B1A4 Combo Album sort au Japon, ainsi que la version japonaise de Beautiful Target. Avant leur retour sur scène en Corée du Sud, le groupe est choisi pour interpréter la chanson principale de l'OST du drama Take Care of Us, Captain. La chanson s'intitule Sky, et est sortie en même temps que la série, le 4 janvier 2012. Ils jouent par la suite dans la saison 3 du show TV Sesame Player, qui leur donne un objectif, obtenir 2 millions de fans sur Twitter. Le premier épisode a été diffusé le 3 février 2012. Enfin, le 14 mars 2012 sort leur premier album studio, intitulé Ignition. Le boys band commence la promotion de celui-ci à partir du lendemain, dans des émissions de télévision telles que M! Countdown, avec le single Baby I'm Sorry, composé par le leader, Jinyoung,. Le 5 novembre 2012, WM Entertainment révèle un teaser de leur nouveau mini-album intitulé In the Wind. Le teaser est un court extrait représentant une grande prairie. Un jour plus tard, les teasers de Jinyoung et Baro sont révélés. Les teasers montrent les garçons se prélassant dans un décor naturel avec un accompagnement au piano. Le 8 novembre, ceux de Gongchan, CNU et Sandeul sortent avec des concepts similaires. L'EP sort le 12 novembre alors que la vidéo du single éponyme sort le 13. C'est le leader Jinyoung qui compose le titre phare de l'album : il écrit de plus entièrement les paroles avec l'aide des 4 autres membres, tandis que Baro se charge de l'écriture complète du rap. Ainsi, lors de ce retour, B1A4 passe aux yeux du public d'un groupe privilégiant le visuel à un groupe performant musicalement.

### What's Going On?(2013)
Le 7 janvier 2013, la Recording Industry Association of Japan révèle les gagnants du Japan Gold Disc Award, le groupe en faisait partie et gagna deux récompenses. Le 20 avril 2013, une photo teaser est dévoilée sur leur site officiel avec écrit dessus 이게 무슨 이리야? (23.04.2013) (What's Happening?). Le 23 avril est révélé les photos teasers de Jinyoung, ce qui confirme le retour du groupe, avec un nouvel album intitulé What's Going On?, sorti le 6 mai. Le 7 mai sort le clip-vidéo de leur chanson phare What's Going On?. Le 19 juin, WM Entertainment annonce la deuxième tournée de concerts de B1A4, Amazing Store.

### Who Am I,Solo Dayet tournée mondiale (2014)

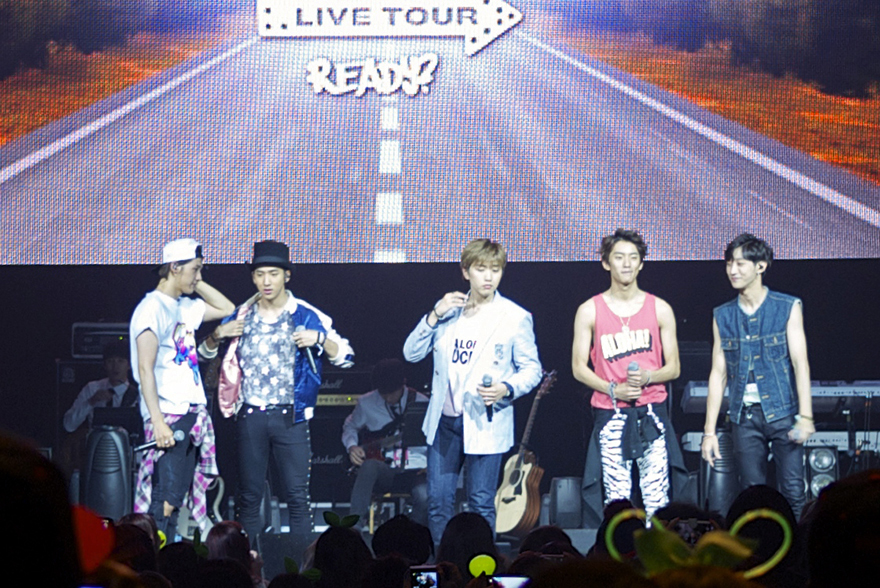
B1A4 lors d'un concert pendant la tournée Road Trip en 2014

Le 5 décembre 2013, WM Entertainment annonce que le groupe va tenir sa troisième tournée de concerts nommée The Class qui se tiendra les 15 et 16 février,. B1A4 fait son retour en début janvier avec son second album studio Who Am I et le titre principal Lonely. L'album et le clip vidéo sont sortis le 13 janvier 2014 et ils font leur retour sur scène le 17 janvier au Music Bank.
Le 14 juillet 2014, le groupe sort son cinquième EP Solo Day. Le clip vidéo du titre homonyme est mis en ligne le même jour et leur retour sur scène se tient le 17 juillet au M! Countdown. WM Entertainment annonce, toujours en juillet; la première tournée mondiale de B1A4 nommée Road Trip. Leur premier concert se tient à Taïwan le 23 août, puis les garçons en tiendront également à Shanghai le 30 août, à Manille le 6 septembre, à Melbourne le 18 septembre et à Sydney le 20 septembre. Les garçons ont également étaient présents à New York le 3 octobre, à Chicago le 5 octobre, à Dallas le 8 octobre et à San Francisco le 11 octobre.

### Activités solos etSweet Girl(2015)
En début d'année 2015, les membres de B1A4 étaient focalisés sur leurs activités individuelles. Jinyoung fait partie du casting de Perseverance Goo Hae Ra de la chaîne Mnet aux côtés de Min Hyo-rin et Henry entre autres. Il est également apparu dans Warm and Cozy de MBC avec Yoo Yeon-seok et Kang So-ra. D'un autre côté, CNU a participé à une comédie musicale nommée Chess avec Jo Kwon de 2AM, Ken de VIXX et Key de SHINee. Sandeul, quant à lui, était l'un des participants de l'émission King of Mask Singer de MBC. Il est plus tard également apparu dans Immortal Song 2 de KBS2. Baro a interprété le rôle de Hong Song Tae pour le drama Angry Mom de MBC. Baro et Sandeul ont tous les deux joué dans le web drama Loss:Time:Life, en interprétant leurs propres rôles. Pendant ce temps, Gongchan est l'un des nouveaux présentateurs de la quatrième saison d'A Song for You de KBS aux côtés d'Amber et Kangin de Super Junior.
Le 26 juillet 2015, un poster pour le retour du groupe est aperçu affiché à l'extérieur du bâtiment de la WM Entertainment. Le sixième mini-album du groupe nommé Sweet Girl est publié le 10 août,.
Leur série de concerts nommée B1A4 Adventure démarre à Séoul les 12 et 13 septembre 2015, continuant à Dallas, Texas le 8 novembre, à Mexico le 11 novembre, à Porto Rico le 13 novembre, à Hong Kong le 29 novembre, à Helsinki le 9 décembre, à Berlin le 11 décembre, à Madrid le 13 décembre 2015, à Bogota le 12 février 2016, puis à Santiago le 14 février et enfin à Lima le 17 février. Le 10 décembre 2015, B1A4 met en ligne son premier titre de Noël, It's Christmas,.

### Activités solos etGood Timing(depuis 2016)
Début 2016, les B1A4 continuent de se focaliser sur leurs activités individuelles. Jinyoung fait partie du casting du drama de KBS, Love in the Moonlight aux côtés de Park Bo-gum et Kim Yoo-jung. Il produit aussi un titre pour le drama nommé Foggy Road, qui est chanté par Ben. Jinyoung continue ses activités de production en contribuant à plusieurs chansons pour Produce 101. CNU a chanté pour la bande son de la série télévisée Cinderella and the Four Knights de tvN, titre intitulé The Way to Find Love. Baro a fait partie de l'émission Master: God of Noodles de KBS. Sandeul apparaît une fois encore dans Immortal Song 2, et concourt pour la spéciale Idol Cooking King où il arrive dans le top 8. Il tient aussi un duo avec Ken de VIXX lors de l'épisode du 11 novembre du Duet Song Festival. Sandeul fait aussi ses débuts solos  avec la sortie de son premier EP, Stay as You Are le 4 octobre. Gongchan apparait dans l'émission de variété, Celebrity Bromance de la chaîne MBC avec Hongbin de VIXX. Jinyoung et CNU concourrent tous les deux dans King of Masked Singer. En outre, CNU et Sandeul auditionnent tous les deux pour le rôle de D'Artagnan dans la comédie musicale Three Musketeers.
Début novembre 2016, leur agence annonce que le groupe devrait être de retour pendant le mois. Le 28 novembre, à minuit en Corée du Sud, les B1A4 ont ainsi mis en ligne le clip vidéo de "A Lie" issu de leur nouvel album studio Good Timing,. Le clip a d'ailleurs été tourné sur l'île de Jeju. Le même jour, ils tiennent également premier showcase depuis leurs débuts, interprétants les chansons de leur nouvel album ainsi que leurs anciennes. Une tournée nommée B1A4 Four Nights in The U.S. 2017 est annoncée, avec des concerts à New York le 15 février 2017, Chicago le 17 février, San Francisco le 19 février et Los Angeles le 20 février.
Le 30 juin 2018, WM Entertainment annonce le départ de Jinyoung et Baro après la fin de leurs contrats. Leurs activités avec le groupe restent en discussion. Le 16 novembre, WM Entertainment annonce que les anciens membres de B1A4, Jinyoung et Baro, ne participeraient pas aux nouvelles promotions avec le groupe, les trois autres membres - CNU, Sandeul et Gongchan - continueront leurs activités en tant que B1A4.

## Membres

### Membres actuels
| Nom de scène | Nom de scène | Nom de naissance | Nom de naissance | Date de naissance | Nationalité | Position                                                                      |
| Romanisé     | Coréen       | Romanisé         | Coréen           | Date de naissance | Nationalité | Position                                                                      |
| ------------ | ------------ | ---------------- | ---------------- | ----------------- | ----------- | ----------------------------------------------------------------------------- |
| CNU          | 신우         | Shin Dong Woo    | 신동우           | 16 juin 1991      | Sud-coréen  | Danseur principal, chanteur principal, rappeur principal, Hyung (le plus âgé) |
| Sandeul      | 산들         | Lee Jung Hwan    | 이정환           | 20 mars 1992      | Sud-coréen  | Chanteur principal                                                            |
| Gongchan     | 공찬         | Gong Chan Shik   | 공찬 식          | 14 août 1993      | Sud-coréen  | Danseur principal, chanteur, visuel, Maknae(le plus jeune)                    |

### Anciens membres
| Nom de scène | Nom de scène | Nom de naissance | Nom de naissance | Date de naissance | Nationalité | Position                   | Date de départ |
| Romanisé     | Coréen       | Romanisé         | Coréen           | Date de naissance | Nationalité | Position                   | Date de départ |
| ------------ | ------------ | ---------------- | ---------------- | ----------------- | ----------- | -------------------------- | -------------- |
| Jinyoung     | 진영         | Jung Jin Young   | 정진영           | 18 novembre 1991  | Sud-coréen  | Leader, chanteur principal | 30 juin 2018   |
| Baro         | 바로         | Cha Sun Woo      | 차 선우          | 5 septembre 1992  | Sud-coréen  | Rappeur principal          | 30 juin 2018   |

## Discographie

### Albums studio
| Titre | Détails | Meilleure position | Meilleure position | Meilleure position | Ventes |
| Titre | Détails | COR                | JPN                | US World           | Ventes |
| Coréen | Coréen | Coréen             | Coréen             | Coréen             | Coréen |
| --- | --- | ------------------ | ------------------ | ------------------ | --- |
| Ignition | - Date de sortie : 14 mars 2012 - Réédition : 29 mai 2012 (Ignition: Special Edition) - Label : WM Entertainment - Formats : CD, téléchargement numérique | 1                  | 42                 | —                  | - COR : plus de 109 213 (Total) - + de 52 047 (Édition standard) - + de 57 166 (Édition spéciale) - JPN : plus de 12 903 (Total) - + de 9 464 (Édition standard) - + de 3 439 (Édition spéciale) |
| Who Am I | - Date de sortie : 13 janvier 2014 - Label : WM Entertainment - Formats : CD, téléchargement numérique                                                    | 1                  | 8                  | —                  | - COR : plus de 126 561 |
| Good Timing                                                                                                 | - Date de sortie : 28 novembre 2016 - Label : WM Entertainment - Formats : CD, téléchargement numérique                                                   | 1                  | 50                 | 9                  | - COR : plus de 67 031 - JPN : plus de 1 526 |
| Japonais | |                    |                    |                    | |
| 1 | - Date de sortie : 24 octobre 2012 - Label : Pony Canyon - Formats : CD, téléchargement numérique                                                         | —                  | 5                  | —                  | - JPN : plus de 23 338 |
| 2 | - Date de sortie : 19 mars 2014 - Label : Pony Canyon - Formats : CD, téléchargement numérique                                                            | —                  | 9                  | —                  | - JPN : plus de 13 971 |
| 3 | - Date de sortie : 16 mars 2016 - Label : Pony Canyon - Formats : CD, téléchargement numérique                                                            | —                  | 4                  | —                  | - JPN : plus de 11 353 |
| « — » signifie qu'aucun classement n'a été atteint ou qu'aucune sortie n'a été effectuée dans cette région. | |                    |                    |                    | |

### EP
| Titre | Détails                                                                                                  | Meilleure position | Meilleure position | Ventes                                        | Certifications |        |
| Titre | Détails                                                                                                  | COR                | JPN                | Ventes                                        | Certifications |        |
| Coréen | Coréen                                                                                                   | Coréen             | Coréen             | Coréen                                        | Coréen         | Coréen |
| --- | --- | ------------------ | ------------------ | --------------------------------------------- | -------------- | ------ |
| Let's Fly                                                                                                   | - Date de sortie : 21 avril 2011 - Label : WM Entertainment - Formats : CD, téléchargement numérique     | 6                  | —                  | - COR : plus de 47 688                        |                |        |
| 'It B1A4 | - Date de sortie : 16 septembre 2011 - Label : WM Entertainment - Formats : CD, téléchargement numérique | 8                  | —                  | - COR : + de 59 516                           |                |        |
| In the Wind                                                                                                 | - Date de sortie : 12 novembre 2012 - Label : WM Entertainment - Formats : CD, téléchargement numérique  | 1                  | 34                 | - COR : + de 82 638 - JPN : + de 8 457        |                |        |
| What's Happening?                                                                                           | - Date de sortie : 8 mai 2013 - Label : WM Entertainment - Formats : CD, téléchargement numérique        | 1                  | 16                 | - COR : plus de 105 298 - JPN : plus de 4 793 |                |        |
| Solo Day | - Date de sortie : 14 juillet 2014 - Label : WM Entertainment - Formats : CD, téléchargement numérique   | 1                  | —                  | - COR : plus de 87 236                        |                |        |
| Sweet Girl                                                                                                  | - Date de sortie : 10 août 2015 - Label : WM Entertainment - Formats : CD, téléchargement numérique      | 2                  | 23                 | - COR : + de 69 102 - JPN : + de 2 984        |                |        |
| « — » signifie qu'aucun classement n'a été atteint ou qu'aucune sortie n'a été effectuée dans cette région. | |                    |                    |                                               |                |        |

### Compilations
| Titre | Détails                                                                                                   | Meilleure position | Meilleure position | Ventes                | Certifications |
| Titre | Détails                                                                                                   | COR                | JPN                | Ventes                | Certifications |
| --- | --- | ------------------ | ------------------ | --------------------- | -------------- |
| Let's Fly / It B1A4                                                                                         | - Date de sortie : 25 janvier 2012 - Label : Pony Canyon - Formats : CD, téléchargement numérique         | —                  | 25                 | - JPN : plus de 5 000 |                |
| Super Hits -Asian Edition-                                                                                  | - Date de sortie : 2 novembre 2012 - Label : Warner Music Taiwan - Formats : CD, téléchargement numérique | —                  | 256                | - JPN : plus de 366   |                |
| Miracle Radio-2.5 kHz                                                                                       | - Date de sortie : 11 mars 2015 - Label : Pony Canyon - Formats : CD, téléchargement numérique            | —                  | 41                 | - JPN : plus de 1 486 |                |
| « — » signifie qu'aucun classement n'a été atteint ou qu'aucune sortie n'a été effectuée dans cette région. | |                    |                    |                       |                |

### Singles
| O.K | 2011 | 90  | —  | —  | — | - COR : + de 90 632          | Let's Fly                 |
| Only Learned Bad Things                                                                                     | 2011 | 149 | —  | —  | — | - COR : + de 43 813          | Let's Fly                 |
| Beautiful Target                                                                                            | 2011 | 67  | 67 | —  | — | - COR : + de 309 925,        | It B1A4                   |
| My Love | 2011 | —   | —  | —  | — |                              | It B1A4                   |
| The Time is Over                                                                                            | 2012 | 44  | 55 | —  | — | - COR : + de 142 232 (DL)    | Ignition                  |
| Baby I'm Sorry                                                                                              | 2012 | 19  | 18 | —  | — | - COR : plus de 654 903      | Ignition                  |
| Baby Good Night                                                                                             | 2012 | 13  | 14 | —  | — | - COR : + de 1 070 830 (DL)  | Ignition: Special Edition |
| Tried to Walk                                                                                               | 2012 | 8   | 14 | —  | — | - COR : + de 537 290 (DL)    | In the Wind               |
| What's Happening?                                                                                           | 2013 | 9   | 13 | —  | — | - COR : + de 680 521 (DL)    | What's Going On?          |
| Lonely | 2014 | 2   | 7  | —  | — | - COR : + de 695 394         | Who Am I                  |
| Solo Day | 2014 | 7   | —  | —  | — | - COR : + de 332 066 (DL)    | Solo Day                  |
| Sweet Girl                                                                                                  | 2015 | 11  | —  | —  | — | - COR : plus de 158 924 (DL) | Sweet Girl                |
| It's Christmas                                                                                              | 2015 | 45  | —  | —  | — | - COR : plus de 88 201 (DL)  | It's Christmas            |
| A Lie | 2016 | 8   | —  | —  | — | - COR : + de 231 734 (DL)    | Good Timing               |
| Japonais |      |     |    |    |   |                              |                           |
| Beautiful Target                                                                                            | 2012 | —   | —  | 8  | 4 | - JPN : + de 36 521          | 1                         |
| Oyasumi Good Night                                                                                          | 2012 | —   | —  | 11 | 4 | - JPN : + de 37 961          | 1                         |
| What's Happening? What - Why?                                                                               | 2013 | —   | —  | 4  | 3 | - JPN : + de 47 646          | 2                         |
| Solo Day | 2014 | —   | —  | —  | 3 | - JPN : + de 47 479          | Miracle Radio-2.5 kHz     |
| White Miracle                                                                                               | 2015 | —   | —  | —  | 3 | - JPN : + de 69 477          | Miracle Radio-2.5 kHz     |
| Happy Days                                                                                                  | 2015 | —   | —  | —  | — | - JPN :                      | 3                         |
| « — » signifie qu'aucun classement n'a été atteint ou qu'aucune sortie n'a été effectuée dans cette région. |      |     |    |    |   |                              |                           |

## Filmographie

### Clips
| Année | Titre                                             | Durée |
| ----- | ------------------------------------------------- | ----- |
| 2011  | O.K                                               | 4:13  |
| 2011  | Only Learned the Bad Things                       | 3:43  |
| 2011  | Beautiful Target                                  | 3:43  |
| 2011  | Beautiful Target (version ZOOM ZOOM)              | 3:23  |
| 2012  | Baby I'm Sorry                                    | 3:38  |
| 2012  | Baby Good Night                                   | 3:47  |
| 2012  | Beautiful Target (version japonaise)              | 3:41  |
| 2012  | Baby Good Night (version japonaise)               | 3:51  |
| 2012  | Tried to Walk                                     | 3:59  |
| 2013  | What's Happening?                                 | 3:23  |
| 2013  | What's Happening? What - Why? (Version japonaise) | 3:26  |
| 2013  | 그대와 함께 (With You) (OSY de Reply 1994)        | 3:15  |
| 2014  | Lonely                                            | 4:14  |
| 2014  | Solo Day                                          | 5:12  |
| 2014  | Solo Day (version japonaise)                      | 5:12  |
| 2015  | White Miracle (Shiroi Kiseki)                     | 4:07  |
| 2015  | Sweet Girl                                        | 4:08  |

### Apparitions dans des clips
| Année | Chanson                   | Artiste(s) | Rôle            |
| ----- | ------------------------- | ---------- | --------------- |
| 2014  | Piano Man (Gongchan)      | Mamamoo    | Piano Man       |
| 2015  | Family (avec CLC et GOT7) | SMART CF   | B1A4            |
| 2016  | Liar Liar (Gongchan)      | Oh My Girl | Rôle secondaire |

### Télévision
| Année | Chaîne       | Titre                                  | Note(s)          |
| ----- | ------------ | -------------------------------------- | ---------------- |
| 2011  | SBS MTV      | MTV Match Up                           | avec Block B     |
| 2012  | SBS MTV      | MTV Selca Diary Special                |                  |
| 2012  | SBS MTV      | MTV B1A4 Hotline                       | Saison 1 (Japon) |
| 2012  | Mnet         | Mnet Wide Entertainment: Sesame Player | Saison 3         |
| 2012  | KBS Joy      | B1A4's Hello Baby                      | Saison 6         |
| 2012  | MBC          | Weekly Idol                            | Ép. 26, 40 & 73  |
| 2013  | MBC          | Weekly Idol                            | Ép. 97           |
| 2013  | SBS MTV      | MTV B1A4 Hotline                       | Saison 2 (Japon) |
| 2014  | Mnet America | Go! B1A4                               |                  |
| 2014  | MBC          | B1A4’s One Fine Day                    |                  |
| 2014  | MBC          | Weekly Idol                            | Ép. 135, 159     |
| 2014  | MBC Music    | Picnic Live                            |                  |

## Distinctions
| Année | Cérémonie                                                    | Titre                                            | Résultat   | Réf.   |
| ----- | ------------------------------------------------------------ | ------------------------------------------------ | ---------- | ------ |
| 2011  | Mnet Asian Music Awards                                      | Meilleur nouveau groupe masculin                 | Nomination | [ 75 ] |
| 2011  | SBS MTV Best of the Best                                     | Star débutante la plus sexy                      | Lauréat    | [ 76 ] |
| 2011  | SBS MTV Best of the Best                                     | Meilleur nouveau groupe                          | Nomination | [ 76 ] |
| 2011  | 26e Golden Disc Awards                                       | Meilleur nouvel artiste                          | Lauréat    | [ 77 ] |
| 2011  | 21e Seoul Music Awards                                       | Meilleur nouveau groupe                          | Lauréat    | [ 78 ] |
| 2011  | Wave K's Super Rookies                                       | Super rookies de 2012                            | Lauréat    | [ 79 ] |
| 2012  | Gaon Chart K-Pop Awards                                      | Prix du meilleur groupe masculin débutant        | Lauréat    | [ 80 ] |
| 2012  | Asia Song Festival                                           | Meilleur nouveau groupe asiatique                | Lauréat    | [ 81 ] |
| 2013  | Japan Gold Disc Awards                                       | Nouveau groupe de l'année                        | Lauréat    | [ 82 ] |
| 2013  | Japan Gold Disc Awards                                       | L'un des 3 meilleurs nouveaux groupes            | Lauréat    | [ 82 ] |
| 2013  | 27e Golden Disc Awards                                       | Disk Bonsang                                     | Lauréat    | [ 83 ] |
| 2013  | Mnet Asian Music Awards                                      | Meilleure performance de danse - Groupe masculin | Nomination | [ 84 ] |
| 2013  | Mnet Asian Music Awards                                      | BC - UnionPay Chanson de l'année                 | Nomination | [ 84 ] |
| 2013  | SBS MTV Best of the Best Awards                              | Meilleur groupe masculin                         | Nomination | [ 85 ] |
| 2014  | Seoul Music Awards                                           | Prix de popularité                               | Lauréat    | [ 86 ] |
| 2014  | Seoul Music Awards                                           | Bonsang Award                                    | Lauréat    |        |
| 2014  | 28e Golden Disc Awards                                       | Disk Bonsang Album                               | Lauréat    | [ 86 ] |
| 2014  | 28e Golden Disc Awards                                       | Prix de popularité                               | Nomination |        |
| 2014  | 16e Festival international du film pour la jeunesse de Séoul | Meilleur OST par un artiste masculin             | Nomination |        |
| 2014  | MNET Asian Music Awards                                      | Meilleur groupe masculin                         | Nomination |        |
| 2014  | MNET Asian Music Awards                                      | BC Union Pay Artiste de l'année                  | Nomination |        |
| 2015  | 29e Golden Disc Awards                                       | Disk Bonsang Album                               | Lauréat    |        |
| 2015  | Seoul Music Awards                                           | Bonsang Awards                                   | Lauréat    | [ 87 ] |
| 2015  | 21e Korean Entertainment Arts Awards                         | Titre de popularité choisi par les netizens      | Lauréat    |        |
| 2015  | MTV Europe Music Awards                                      | Meilleur acte coréen                             | Nomination |        |

### Show! Music Core
| Année | Date       | Chanson            |
| ----- | ---------- | ------------------ |
| 2013  | 18 mai     | What's Happening ? |
| 2014  | 25 janvier | Lonely,            |
| 2014  | 8 février  | Lonely,            |

### Show Champion
| Année | Date       | Chanson    |
| ----- | ---------- | ---------- |
| 2014  | 22 janvier | Lonely,    |
| 2014  | 29 janvier | Lonely,    |
| 2014  | 5 février  | Lonely,    |
| 2014  | 23 juillet | Solo Day   |
| 2015  | 19 août    | Sweet Girl |

### Music Bank
| Année | Date       | Chanson  |
| ----- | ---------- | -------- |
| 2014  | 24 janvier | Lonely,  |
| 2014  | 31 janvier | Lonely,  |
| 2014  | 25 juillet | Solo Day |

### Inkigayo
| Année | Date       | Chanson |
| ----- | ---------- | ------- |
| 2014  | 26 janvier | Lonely  |

### M! Countdown
| Année | Date       | Chanson  |
| ----- | ---------- | -------- |
| 2014  | 24 juillet | Solo Day |